# 贡山耳蕨
贡山耳蕨（学名：Polystichum integrilimbum），为鳞毛蕨科耳蕨属下的一个植物种。